# 奴隷市
『奴隷市』（どれいいち）は2012年の日本のポルノ映画である。愛染恭子監督の作品で、主演は麻美ゆま。原作は団鬼六の官能小説『旅路の果て 倒錯一代女』である。

## あらすじ
温泉旅館の女将（麻美ゆま）は「奴隷市」への参加をきっかけとして、SMに目覚め、快楽の虜となっていく。

## キャスト
- 麻美ゆま
- 新納敏正
- 川瀬陽太
- ほたる
- 高橋みほ

## 製作
『新釈・四畳半襖の下張り』（2010年）と『阿部定 最後の七日間』（2011年）に続き、麻美ゆまが愛染恭子監督の作品に主演するのは『奴隷市』で三度目となる。なお、彼女は本作で初めて緊縛プレイに挑戦している。